# César Luis Menotti
César Luis Menotti (* 5. November 1938 in Rosario; † 5. Mai 2024 in Buenos Aires) war ein argentinischer Fußballspieler und -trainer. Er führte die argentinische Nationalmannschaft bei der WM 1978 im eigenen Land zum Titel. In seiner Heimat wurde er El Flaco („der Dünne“) genannt.

## Spielerkarriere
Der Sohn eines Arztes aus Rosario wuchs im Stadtbezirk Fisherton auf und begann mit dem Fußballspielen beim örtlichen Klub Unión América. Ab 1960 spielte er für den Erstligisten Rosario Central; sein Debüt in der argentinischen Primera División gab er am 3. Juli 1960 beim 3:1-Sieg gegen die Boca Juniors. Vier Spielzeiten lang war er für das Team aus seiner Heimatstadt tätig, ehe er für eine Saison zum Racing Club nach Avellaneda ging. 1965 wechselte er zu den Boca Juniors. Mit dem Hauptstadtteam gewann der im Sturm oder im offensiven Mittelfeld einsetzbare Spieler in seiner ersten Saison die Meisterschaft. Nach 1967 spielte er in den USA und in Brasilien, ehe er 1970 Trainer wurde.

## Trainerkarriere

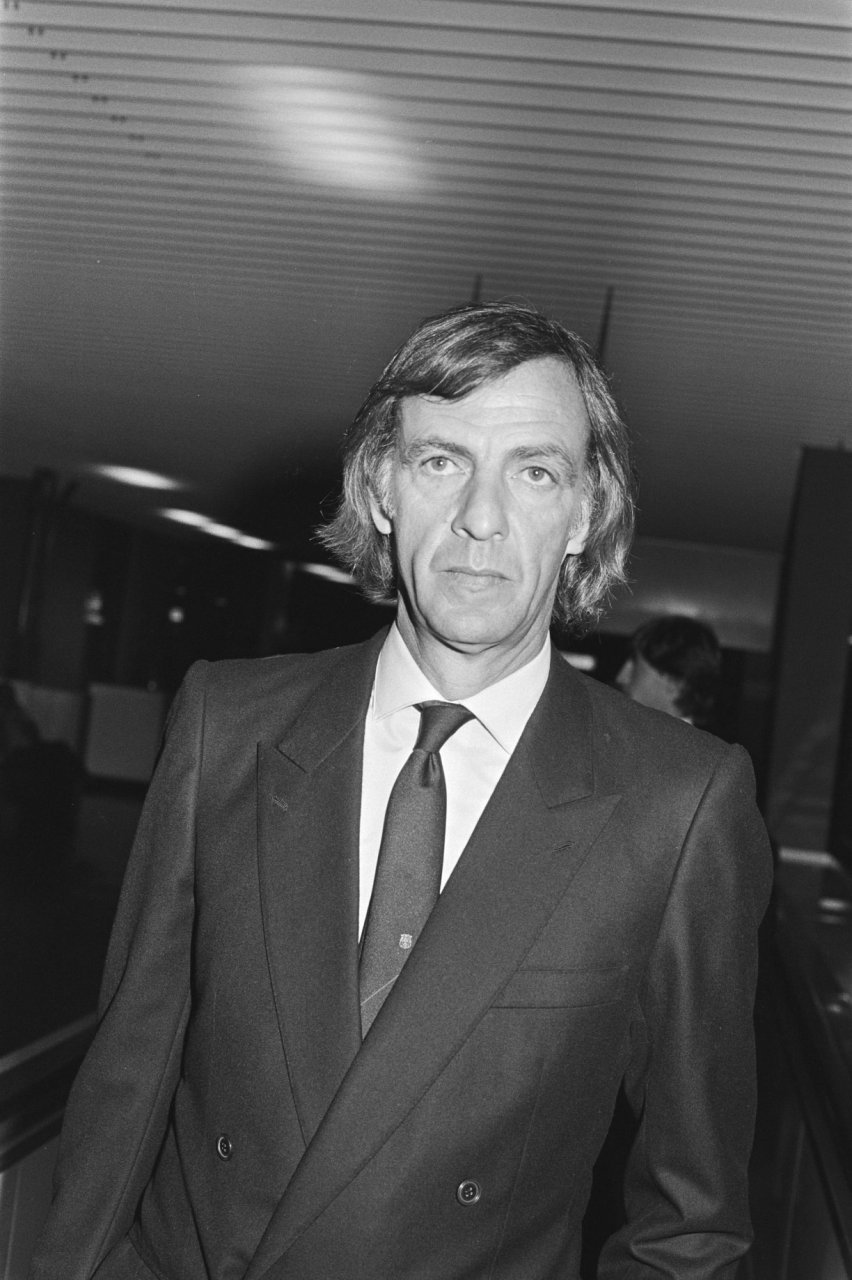
Menotti als Trainer des FC Barcelona (1983)

Nach Trainerstationen bei den Newell’s Old Boys in Rosario und bei CA Huracán, 1973 argentinischer Meister, wurde Menotti 1974 Trainer der argentinischen Nationalmannschaft. Diese hatte sich bei der Weltmeisterschaft 1974 in Deutschland durch die Vorrunde gequält und wurde in der zweiten Finalrunde durch Brasilien besiegt und von den Niederlanden deutlich in ihre Schranken verwiesen (0:4). Für die WM im eigenen Land brauchte man ein Erfolgserlebnis und folglich einen Neuaufbau. Menotti sah sich großen Schwierigkeiten gegenüber: Die großen Clubs aus Buenos Aires, Boca Juniors und River Plate, weigerten sich 1975 ihre Spieler für die Nationalelf abzustellen und so musste Menotti auf andere Clubs zurückgreifen. Er formte eine Mannschaft im Wesentlichen aus Spielern, die den Provinzen Santa Fé und Córdoba entstammten: Luis Galván, Osvaldo Ardiles, Américo Gallego, Mario Kempes und Leopoldo Luque. Hugo Gatti, Daniel Killer und sein Bruder Mario, Miguel Oviedo, Daniel Valencia und René Houseman blieben in der Nationalelf. Menotti entdeckte den defensiven Daniel Passarella, welcher später Kapitän der Nationalmannschaft wurde. Vor der WM musste er seinen Kader auf 22 Mann beschränken und verzichtete auf Humberto Rafael Bravo, Víctor Bottaniz und das 17-jährige Riesentalent Diego Maradona.
Argentinien gewann die WM schließlich, wobei die 0:6-Niederlage der Peruaner gegen die Argentinier, die diesen den Finaleinzug ermöglichte, eines der umstrittensten Spiele der Fußballgeschichte darstellt. 1979 beobachtete Menotti die Junioren-Weltmeisterschaft, die Argentinien dank des überragenden Diego Maradona gewann. Maradona sollte das Herzstück der Nationalelf werden, mit der Menotti 1982 den Titel verteidigen wollte. 1980 nahm Argentinien an der Mundialito in Uruguay teil. Dort besiegte man Europameister Deutschland und spielte unentschieden gegen die Brasilianer. Wegen des schlechteren Torverhältnisses schied man ungeschlagen aus.
Bei der Weltmeisterschaft 1982 in Spanien trat Menotti mit der gleichen Abwehrreihe wie 1978 an. Die Offensive hatte er mit Maradona, Juan Barbas, Ramón Díaz und Jorge Valdano erneuert. Das Turnier und die Vorbereitung war vom Falklandkrieg überschattet, in dem 655 Argentinier ihr Leben ließen. Am 13. Juni begann die Weltmeisterschaft, und am 14. Juni unterzeichnete Argentinien die Kapitulationsurkunde. Das Team Menottis erreichte die zweite Finalrunde, wo man auf die Topfavoriten aus Brasilien und den späteren Weltmeister Italien traf. Argentinien verlor beide Spiele. Italien setzte den Manndecker Claudio Gentile auf Maradona an, der diesen mit legalen und illegalen Mitteln aus dem Spiel nahm. Gegen die überlegenen Brasilianer verweigerte der Schiedsrichter Maradona einen Elfmeter, dieser trat später entnervt einem Brasilianer in den Bauch und wurde vom Platz gestellt.
Ein Jahr danach trat Menotti vom Amt des Nationaltrainers zurück. Von 1983 bis 1991 war er bei verschiedenen Vereinen in Südamerika und in Europa tätig. So gewann er mit dem FC Barcelona die Copa del Rey (1983), den spanischen Ligapokal (1983) und den spanischen Superpokal (1984). Anschließend fungierte Menotti anderthalb Jahre als Trainer der mexikanischen Nationalmannschaft. Von Anfang August 1990 bis zum 27. April 1991 war er Trainer beim Club Atlético Peñarol in Montevideo. Nach weiteren Vereinsstationen kehrte er 2002 als Trainer zu seinem Heimatverein Rosario Central zurück. Zwischen August 2006 und Januar 2008 war Menotti wieder in Mexiko tätig; beim Erstligisten UAG Tecos in Guadalajara trat er am 7. Januar 2008 zurück.

## Persönlichkeit
Menotti propagierte eine Philosophie des linken Fußballs, der sich nicht nur am Sieg, sondern auch an Schönheit und Ästhetik orientiert. Menotti: „Beim Fußball der Linken spielen wir nicht einzig und allein, um zu gewinnen, sondern um besser zu werden, um Freude zu empfinden, um ein Fest zu erleben, um als Menschen zu wachsen.“ Die Gründer des Fortschrittlichen Schweizer Fussball-Verbandes nahmen sich auch Menottis Ideen als Vorbild.
Oft wurde kolportiert, Menotti habe 1978 dem damaligen Präsidenten der Militärregierung Argentiniens, General Jorge Rafael Videla, nach dem Titelgewinn demonstrativ den Handschlag verweigert. Dies ist jedoch nicht belegt und wurde von Menotti selbst auch nie behauptet. In seiner Distanzierung von der Militärjunta, die die WM 1978 propagandistisch ausgeschlachtet hatte, ging er sogar noch weiter, indem er in einem Fernsehinterview den Titelgewinn mit den Worten „Meine Spieler haben die Diktatur der Taktik und den Terror der Systeme besiegt“ beschrieb. Andererseits hatte die Junta wahrscheinlich den Weg ins Finale geebnet, indem in der Zwischenrunde das Team aus Peru bestochen wurde – ein Vorgang, für den unter anderem der britische Journalist Simon Kuper Indizien zusammengetragen hat.
2009 erhielt César Luis Menotti für sein Engagement und seine gesellschaftliche Verantwortung den Walther-Bensemann-Preis der Deutschen Akademie für Fußball-Kultur.
Ein Zitat von Bernd Schuster beschreibt seine Arbeitsweise: „Nehmen Sie César Luis Menotti, ein Toptrainer, aber wenn er mit einem Spieler geredet hat, hat er gefragt, ob es Frau und Kindern gut geht. Ansonsten saß er auf der Bank und rauchte 50 Zigaretten.“

## Verweise

### Veröffentlichungen
- Cómo ganamos la Copa del Mundo. Buenos Aires 1978.
- Fútbol, juego, deporte y profesión. Buenos Aires 1980.
- Fútbol sin Trampa. Barcelona 1986.